# Commuter Vehicles

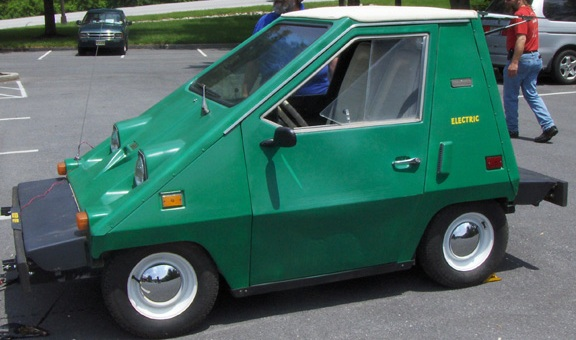
Commuter Comuta-Car

Commuter Vehicles Inc. war ein US-amerikanischer Hersteller von Automobilen.

## Unternehmensgeschichte
Das Unternehmen wurde am 11. September 1978 in St. James City in Florida gegründet. Andere Quellen geben Sebring in Florida an. Die Produktion von Automobilen begann durch die Übernahme eines Projekts von Sebring-Vanguard. Der Markenname lautete Commuter. 1982 endete die Produktion.
Vom 30. Juli 1981 bis zum 15. Mai 1983 gab es eine Niederlassung in Detroit in Michigan.

## Fahrzeuge
Der oder das Comuta-Car war der Nachfolger des Sebring-Vanguard Citicar. Dies war ein Leichtfahrzeug mit einem Elektromotor. Auffälliges Unterscheidungsmerkmal waren die voluminösen Stoßstangen.